# Papel picado
Pour les articles homonymes, voir Papel.

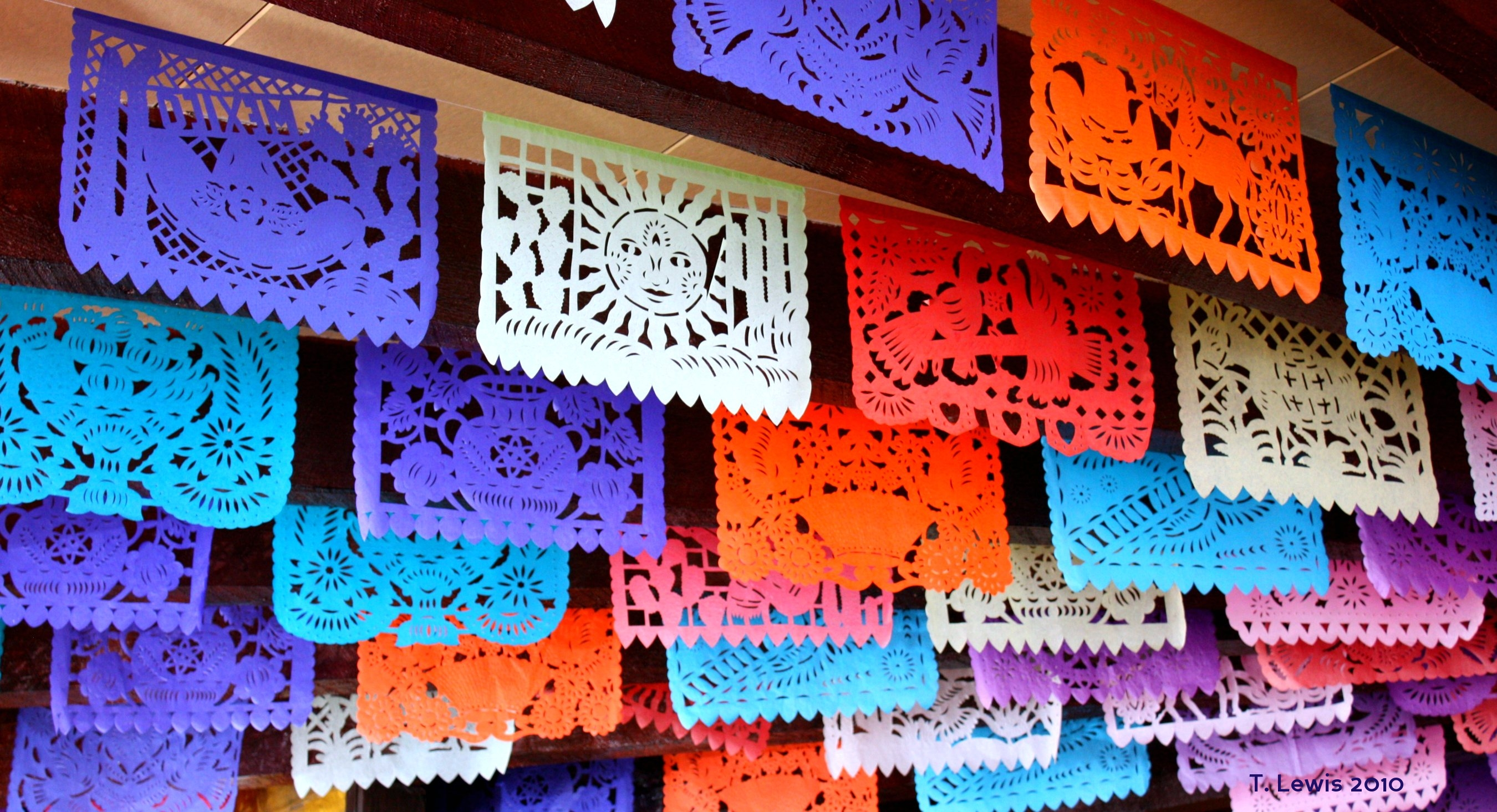
Du papel picado.

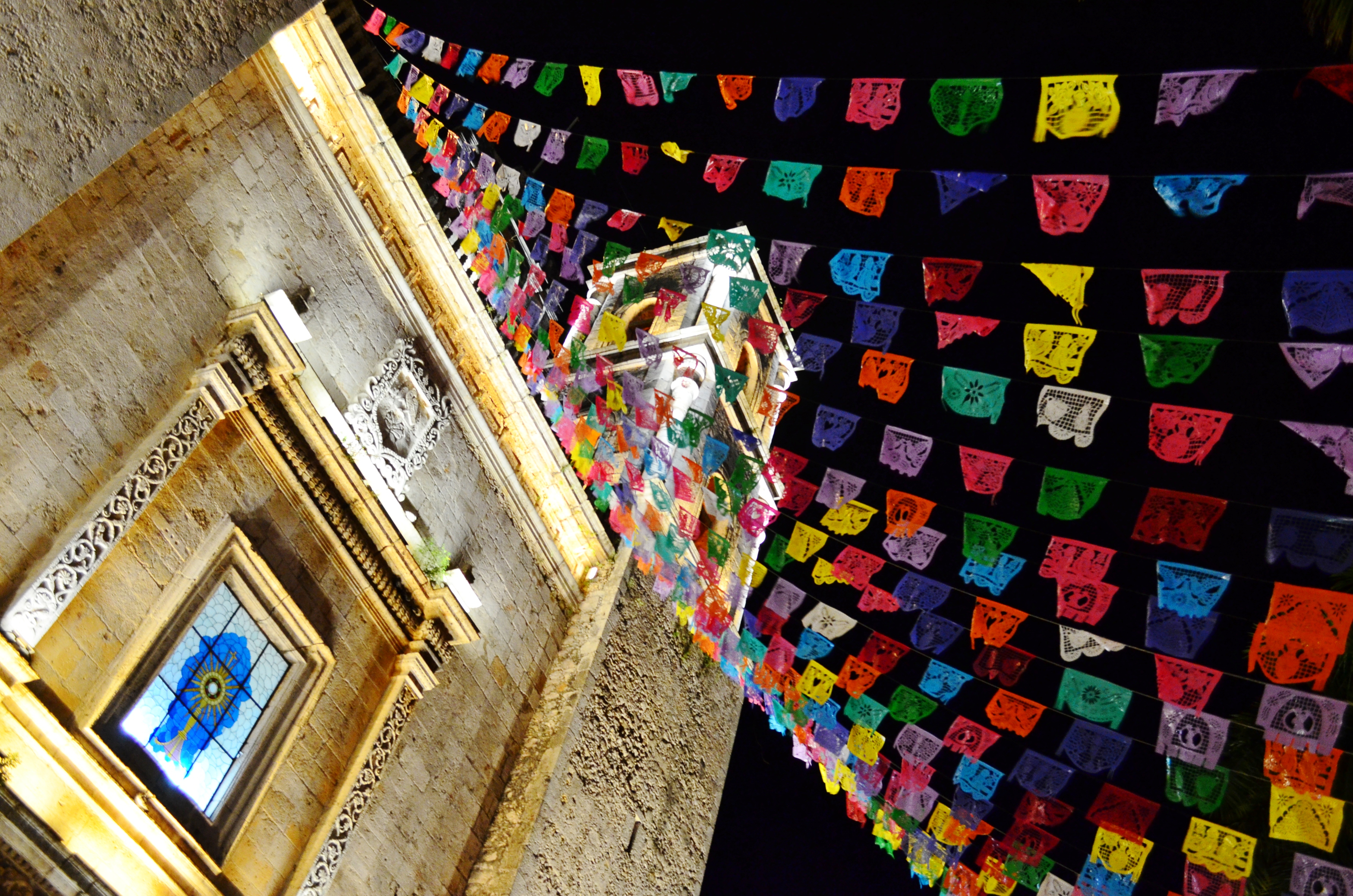
L'église de Valladolid, au Yucatán, décorée avec du papel picado pour le jour des morts, en 2012.

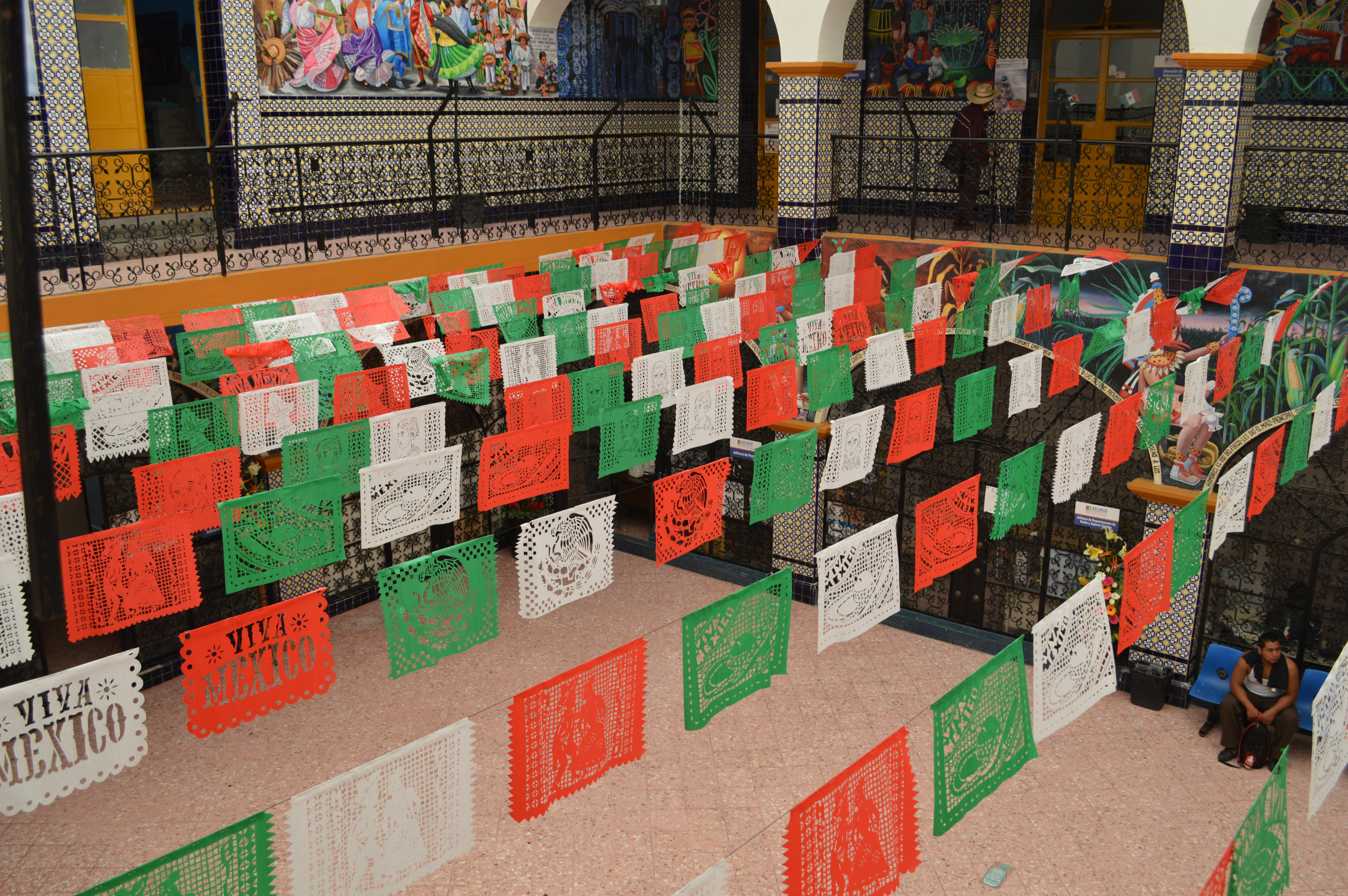
Le palais municipal d'Atlixco décoré avec du papel picado pour célébrer la fête de l'indépendance du 16 septembre 2015.

Le papel picado (expression en espagnol qui signifie « papier découpé ») est un ornement consistant en une surface plane généralement rectangulaire et colorée (à l'origine une simple feuille de papier), ajourée de trous formant le plus souvent un dessin figuratif, parfois accompagné d'un très court texte ou, encore plus rarement, un simple texte accompagné de motifs ornementaux géométriques. Le papel picado s'utilise généralement en guirlande, suspendu à une ficelle, une corde ou un câble. Il est utilisé traditionnellement au Mexique pour décorer les autels dédiés aux défunts pendant la fête des morts, ainsi que pour d'autres célébrations telles que Noël, des fêtes nationales mexicaines, des anniversaires, des fêtes des 15 ans et des baptêmes. Le papel picado est de plus en plus souvent réalisé avec des feuilles de matériaux plus résistants que le papier, comme du plastique ou, plus rarement, du métal.

## Histoire
L'origine du papel picado remonte peut-être à l'époque préhispanique, période à laquelle on utilisait du papier d'amate dans certaines cérémonies. Des documents de l'époque coloniale attestent l'utilisation de papel picado à cette période. Des photos et des peintures de scènes de la vie quotidienne au Mexique au XIXe siècle témoignent de l'usage du papel picado en décoration d'étals de vente de jus de fruit ou de pulque ou lors de certaines festivités.

## Production
Le village de San Salvador Huixcolotla (es), dans l'État de Puebla, est célèbre pour ses ateliers de production de papel picado,.